# Gunnar Dahlbäck (driftschef)
Gunnar Dahlbäck, född 24 november 1886 i Stora Tuna församling, Kopparbergs län, död 29 april 1938 i Älvkarleby församling, Uppsala län, var en svensk ingenjör. Han var far till överläkare Olle Dahlbäck och överintendent Bengt Dahlbäck.
Dahlbäck, som var son till hemmansägare Carl Dahlbäck och Johanna Ericsson, utexaminerades från Kungliga Tekniska högskolan 1908, verkade i USA och Kanada 1909–1911, var anställd vid Vattenfallsstyrelsen som maskiningenjör och montagekontrollant vid Porjus kraftverksbyggnad 1912–1914, driftingenjör vid Porjus kraftverk 1915, blev ordinarie driftschef 1916, vid Älvkarleby kraftverk 1928 och föreståndare för Vattenfallsstyrelsens provningsanstalt 1928. Han var ledamot av kyrko- och skolråd samt vägstyrelsen i Jokkmokk 1919–1927, av kommunalfullmäktige i Älvkarleby landskommun 1931 samt styrelseledamot i Föreningen för skidlöpningens främjande, i Upplands idrottsförbund, och i Älvkarleby hembygdsförening.